# Loeki
Pour les articles homonymes, voir Le Petit Lion (homonymie).

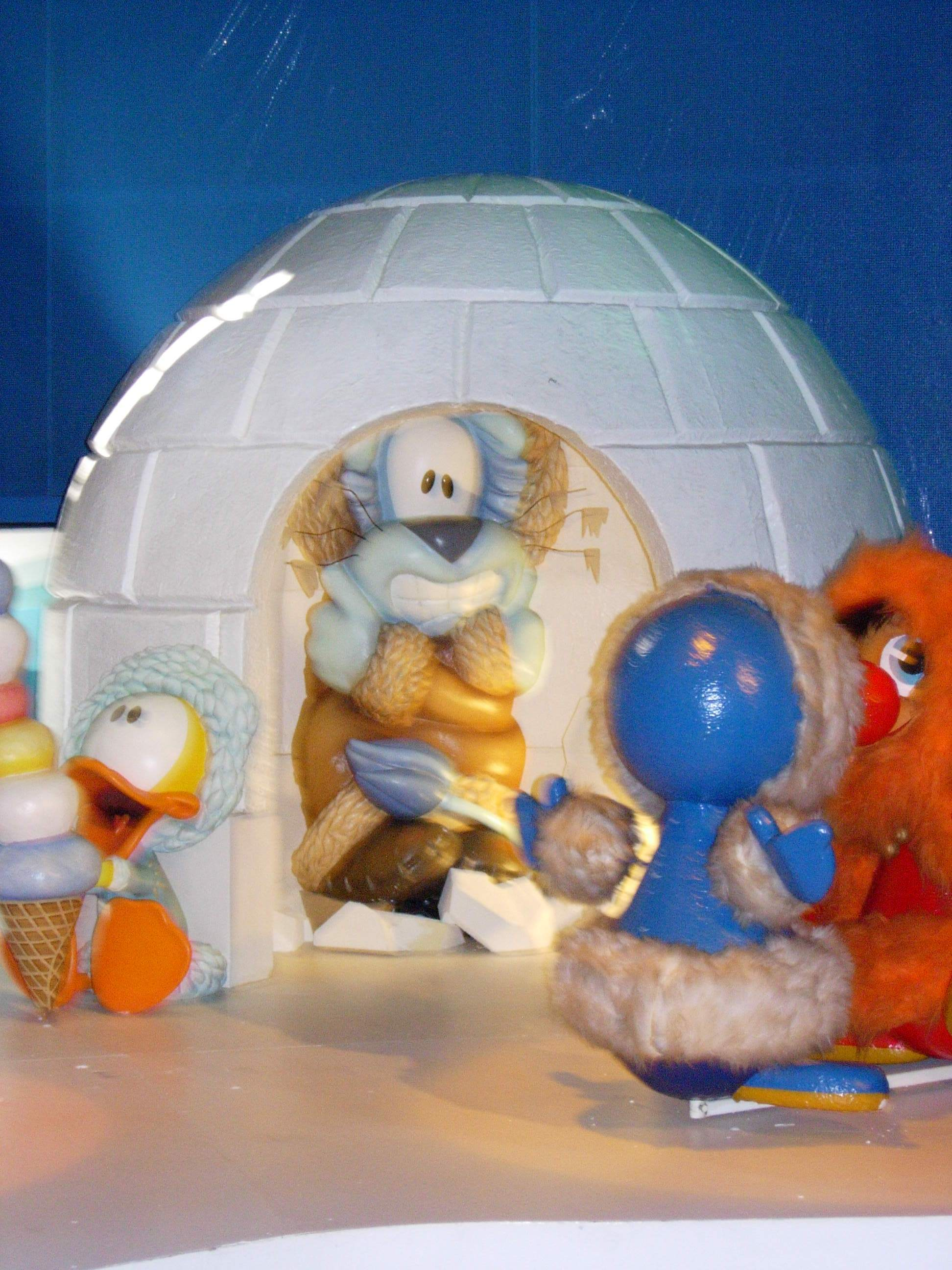
Loeki dans la scène de l'Alaska à Carnaval Festival, Efteling

Loeki, le Petit Lion (Loeki de Leeuw en néerlandais) est une marionnette apparue à la télévision le 2 janvier 1972. Elle fut créée par le cinéaste d'animation néerlandais Joop Geesink (1913-1984). Ses gags de 4 secondes et son air attachant firent son succès. Après la mort de Joop Geesink en 1984, sa fille, Louise, continua la série jusqu'en 2004.
« Loeki, le Petit Lion », eut un succès considérable chez les jeunes adolescents de l'époque. Une petite souris au rire moqueur accompagnait parfois ses gags.
Loeki est connu pour son « Acheumeuneu » (onomatopée dérivée du néerlandais « Asjemenou » qui signifie « Ah ben ça alors ! » ) et ses gags amusants.

« Dans ses micro-sketches, Loeki était constamment aux prises avec des objets qui, au lieu de satisfaire ses désirs ou simplement de remplir leur habituelle fonction, se montraient rebelles à la manipulation et décevaient son attente naïve. Avertissement de la chaîne aux consommateurs trop ingénus ? »

— Ignacio Ramonet, Propagandes silencieuses.

## Diffusions
En France ses aventures furent diffusées sur TF1 de 1975 à 1989 comme séquence de clôture de la publicité.
Outre les Pays-Bas, où plus de 7000 épisodes furent diffusés jusqu'en 2004, on put la voir également en Afrique du Sud, aux États-Unis et au Royaume-Uni.

## Postérité
- Loeki est devenu le héros d'une bande-dessinée parue en 1986 dans le magazine néerlandais pour enfants Okki.
- Le « Gouden Loeki » est un prix néerlandais initié en 1995 et récompensant la meilleure publicité télévisée de l'année.